# الگار فدرو
اُلگار فدرو (به انگلیسی: Olegar Fedoro) (زاده ۶ مارس ۱۹۵۸) بازیگر اوکراینی است.
از فیلم‌های معروف او می‌توان به بازی در فیلم مأموریت غیرممکن و نبرد سه پادشاه اشاره کرد.